# Loup Garou (Walibi Belgium)
 (mai 2025).
Si vous disposez d'ouvrages ou d'articles de référence ou si vous connaissez des sites web de qualité traitant du thème abordé ici, merci de compléter l'article en donnant les références utiles à sa vérifiabilité et en les liant à la section « Notes et références ».
Pour les articles homonymes, voir Loup-garou (homonymie).
Loup Garou  sont des montagnes russes en bois du parc Walibi Belgium, situé à Wavre, en Belgique. Elles étaient les seules montagnes russes en bois de Belgique jusqu'à la création en 2015 de Heidi the Ride à Plopsaland, dans la commune de La Panne.